# 26 février en sport
26 janvier 26 mars
Chronologies thématiques
- Croisades
- Ferroviaires
- Disney

Le 26 février (57e jour de l'année) en sport.

## Événements

### XIXesiècle
- 1881 :
  - (Football) : à Blackburn (Alexandra Meadows), le pays de Galles s'impose 0-1 face à l'Angleterre.
- 1887 :
  - (Football) : à Londres (Kennington Oval), l'Angleterre s'impose 4-0 face au Pays de Galles devant 5 000 spectateurs.
  - (Rugby à XV /Tournoi britannique) : l'Écosse bat largement le pays de Galles à Édimbourg sur le score de 4 à 0 en marquant douze essais dont un quintuplé de George Lindsay[1].
- 1889 :
  - (Football) : au Danemark, fondation du club de l'AB Copenhague basé à Gladsaxe.

### XXesièclede1901à1950
- 1914 :
  - (Sport automobile) : Coupe Vanderbilt.
- 1933 :
  - (Hockey sur glace) : les États-Unis battent le Canada 2 à 1 après prolongation en finale des championnats du monde.

### XXIesiècle
- 2006 :
  - (JO d'hiver) : à Turin, cérémonie de clôture des Jeux olympiques d'hiver de 2006.
- 2007 :
  - (Cyclisme) : lors d'une conférence de presse donnée à Hambourg, le coureur cycliste allemand Jan Ullrich, 33 ans, vainqueur du Tour de France en 1997, annonce qu'il met un terme à sa carrière.
  - (Tennis) : le Suisse Roger Federer occupe la place de numéro 1 mondial depuis février 2004, soit depuis 161 semaines consécutives, dépassant ainsi la performance réalisée dans les années 1970 par l'Américain Jimmy Connors, resté en tout en haut du classement ATP pendant 160 semaines de suite entre 1974 et 1977.
- 2008 :
  - (Hockey sur glace) : l'équipe des Canadiens de Montréal échange Cristobal Huet contre un choix de 2e ronde en 2009 des Capitals de Washington.
- 2010 :
  - (JO d'hiver) : à Vancouver au Canada 15e jour de compétition.
- 2016 :
  - (Football /FIFA) : avec 115 voix recueillies sur 207 au deuxième tour, l'Italo-suisse Gianni Infantino (45 ans) est élu président de la FIFA pour un mandat de quatre ans[2].
  - (Rugby à XV /Tournoi masculin) : le XV de France s'inclinent (19-10) à Cardiff contre le XV de Galles lors de la troisième journée du Tournoi des Six Nations.

## Naissances

### XIXesiècle
- 1871 :
  - August Lehr, cycliste sur piste allemand. Champion du monde de cyclisme sur piste de la vitesse 1894. († 15 juillet 1921).
- 1879 :
  - Albert Friling, footballeur belge. (2 sélections en équipe nationale). († ? juin 1946).
- 1886 :
  - Ernest Johnson, hockeyeur sur glace canadien. († 25 mars 1963).
- 1887 :
  - Grover Cleveland Alexander, joueur de baseball américain. († 4 novembre 1950).
- 1888 :
  - Maurice Schilles, cycliste sur piste français. Champion olympique du tandem et médaillé d'argent des 5 km aux Jeux de Londres 1908. († 24 décembre 1957).
- 1889 :
  - Julien Wartelle, gymnaste français. Médaillé de bronze du concours général par équipes aux Jeux d'Anvers 1920. († 12 août 1943).
- 1891 :
  - Carlo Carcano, footballeur puis entraîneur italien. Sélectionneur de l'équipe d'Italie de 1928 à 1929. († 23 juin 1965).
- 1895 :
  - William Laurentz, joueur de tennis français. († 7 mars 1922).
- 1899 :
  - Marcel Dangles, footballeur français. (1 sélection en équipe de France). († 15 février 1974).

### XXesièclede1901à1950
- 1902 :
  - Émile Friess, footballeur français. (2 sélections en équipe de France). († 26 avril 1993).
- 1908 :
  - Jean-Pierre Wimille, pilote de courses automobile français. Vainqueur des 24 Heures du Mans 1937 et 1939. († 28 janvier 1949).
- 1909 :
  - Roger Rérolle, athlète de fond français. († 30 décembre 1990).
- 1911 :
  - Albina Osipowich, nageuse américaine. Championne olympique du 100 m nage libre et du relais 4 × 10 m nage libre aux Jeux d'Amsterdam 1928. († 6 juin 1964).
- 1915 :
  - Aldo Boffi, footballeur italien. (2 sélections en équipe nationale). († 26 novembre 1987).
- 1917 :
  - Robert La Caze, pilote de courses automobile franco-marocain. († 1er juillet 2015).
- 1919 :
  - Rie Mastenbroek, nageuse néerlandaise. Championne olympique du 100 m, du 400 m et du relais 4 × 100 m puis médaillée d'argent du 100 m dos aux Jeux de Berlin 1936. Championne d'Europe de natation du 400 m, du 100 m dos et du relais 4 × 100 m 1934. († 6 novembre 2003).
- 1921 :
  - Jacques Drouet, footballeur français. († 24 décembre 2000).
- 1922 :
  - Carl Aage Præst, footballeur danois. Médaillé de bronze aux Jeux de Londres 1948. (24 sélections en équipe nationale). († 19 novembre 2011).
- 1925 :
  - Everton Weekes, joueur de cricket puis dirigeant sportif barbadien. (51 sélections en test cricket). († 1er juillet 2020).
- 1933 :
  - Irina Beglyakova, athlète de lancers soviétique puis russe. Médaillée d'argent du disque aux Jeux de Melbourne 1956. († 19 mars 2018).
- 1942 :
  - Jozef Adamec, footballeur et ensuite entraîneur tchécoslovaque puis slovaque. (44 sélections avec l'équipe de Tchécoslovaquie). Sélectionneur de l'équipe de Slovaquie de 1999 à 2002. († 24 décembre 2018).
- 1944 :
  - Yvan Roy, footballeur français.
- 1945 :
  - Peter Brock, pilote de courses automobile australien. († 8 septembre 2006).
- 1946 :
  - Bingo Smith, basketteur américain. († 26 octobre 2023).
- 1947 :
  - Janusz Kierzkowski, cycliste sur piste polonais. Médaillé de bronze du kilomètre aux Jeux de Mexico 1968. Champion du monde de cyclisme sur piste du kilomètre 1973. († 19 août 2011).
- 1950 :
  - Betty-Ann Stuart, joueuse de tennis américaine.

### XXesièclede1951à2000
- 1951 :
  - Vladimir Barnachov, biathlète soviétique puis russe. Champion olympique du relais 4 × 7,5 km aux Jeux de Lake Placid 1980.
  - Stanislav Eremin, basketteur soviétique puis russe. Médaillé de bronze aux Jeux de Moscou 1980. Champion du monde de basket-ball 1982. Champion d'Europe de basket-ball 1979 et 1981.
  - Ramón Heredia, footballeur puis entraîneur argentin. (30 sélections en équipe nationale).
  - Siegmund Mewes, footballeur puis entraîneur est-allemand puis allemand. Vainqueur de la Coupe d'Europe des vainqueurs de coupe 1974.
- 1955 :
  - Rupert Keegan, pilote de courses automobile britannique. († 23 septembre 2024).
- 1957 :
  - Connie Carpenter-Phinney, cycliste sur route et sur piste ainsi que patineuse de vitesse américaine. Championne olympique de la course en ligne aux Jeux de Los Angeles 1984. Championne du monde de cyclisme sur piste de la vitesse 1983.
  - Joe Mullen, hockeyeur sur glace puis entraîneur américain.
  - Keena Rothhammer, nageuse américaine. Championne olympique du 800 m et médaillée de bronze du 200 m nage libre aux Jeux de Mexico 1972. Championne du monde de natation du 200 m nage libre 1973.
- 1962 :
  - Sheila Cornell, joueuse de softball américaine. Championne olympique aux Jeux d'Atlanta 1996 et aux Jeux de Sydney 2000.
- 1964 :
  - Vladimir Krylov, athlète de sprint soviétique puis russe. Champion olympique du relais 4 × 100 m aux Jeux de Séoul 1988. Champion d'Europe d'athlétisme du 200 m et médaillé de bronze du relais 4 × 400 m 1986.
- 1966 :
  - Marc Fortier, hockeyeur sur glace puis entraîneur canadien.
- 1967 :
  - Artūras Kasputis, cycliste sur piste et sur route soviétique puis lituanien. Champion olympique de la poursuite par équipes aux Jeux de Séoul 1988.
  - Kazuyoshi Miura, footballeur et joueur de futsal japonais. Champion d'Asie de football 1992. (31 sélections avec l'équipe nationale de football et 6 avec celle de futsal).
- 1969 :
  - Jenny Sutton, joueuse de rugby à XV anglaise. (48 sélections en équipe nationale).
- 1973 :
  - Marshall Faulk, joueur de foot U.S. américain.
  - Ole Gunnar Solskjær, footballeur puis entraîneur norvégien. Vainqueur de la Ligue des champions 1999. (67 sélections en équipe nationale).
  - Franck Tchiloemba, basketteur américano-britannique.
  - Jenny Thompson, nageuse américaine. Championne olympique du relais 4 × 100 m, du 4 × 100 m 4 nages et médaillée d'argent du 100 m nage libre aux Jeux de Barcelone 1992, championne olympique des relais 4 × 100 m, du 4 × 200 m nage libre et du 4 × 100 m 4 nages aux Jeux d'Atlanta 1996, championne olympique des relais 4 × 100, 4 × 200 m et du 4 × 100 4 nages puis médaillée de bronze du 100 m nage libre aux Jeux de Sydney 2000 puis médaillée d'argent des relais 4 × 100 m et du 4 × 100 m 4 nages aux Jeux d'Athènes 2004. Championne du monde de natation du relais 4 × 100 m 1991, championne du monde de natation du 100 m, du 100 m papillon, des relais 4 × 100 m et 4 × 100 m 4 nages 1998 puis championne du monde de natation du 100 m papillon et du relais 4 × 100 m 2003.
- 1974 :
  - Charles Caudrelier, navigateur français. Vainqueur de la Solitaire du Figaro 2004 puis de la Transat Jacques-Vabre 2009.
  - Sébastien Loeb, pilote de rallye français. Champion du monde des rallyes 2004, 2005, 2006, 2007, 2008, 2009, 2010, 2011 et 2012. (78 victoires en rallyes).
- 1975 :
  - Alexandre Botcharov, cycliste sur route russe.
- 1977 :
  - Shane Williams, joueur de rugby à XV gallois. Vainqueur des Grand Chelem 2005 et 2008. (87 sélections en équipe nationale).
- 1978 :
  - Abdoulaye Diagne-Faye, footballeur sénégalais. (31 sélections en équipe nationale).
  - Marc Hynes, pilote de courses automobile britannique.
- 1979 :
  - Pascal Kalemba, footballeur congolais. (25 sélections en équipe nationale). († 27 novembre 2012).
- 1980 :
  - Steve Blake, basketteur américain.
  - Martin Jakubko, footballeur slovaque. (41 sélections en équipe nationale).
- 1981 :
  - Kevin Dallman, hockeyeur sur glace canadien.
  - Jone Railomo, joueur de rugby à XV fidjien. (10 sélections en équipe nationale). († 8 août 2009).
  - Raphaël Romey, footballeur français.
- 1982 :
  - Alvaro Galindo, joueur de rugby à XV argentin. (13 sélections en équipe nationale).
  - Li Na, joueuse de tennis chinois. Victorieuse de Roland Garros 2011 et de l'Open d'Australie 2014.
  - Jennifer Screen, basketteuse australienne. Médaillée d'argent aux Jeux de Pékin 2008 et médaillée de bronze aux Jeux de Londres 2012. Championne du monde de basket-ball 2006. Championne d'Océanie de basket-ball féminin 2013.
- 1983 :
  - Pepe, footballeur luso-brésilien. Champion d'Europe de football 2016. Vainqueur des Ligue des champions 2014, 2016 et 2017. (90 sélections en équipe nationale).
- 1984 :
  - Emmanuel Adebayor, footballeur togolais. (63 sélections en équipe nationale)
  - Alex De Angelis, pilote de moto saint-marinais. (4 victoires en Grand Prix).
- 1985 :
  - Fernando Llorente, footballeur espagnol. Champion du monde de football 2010. Champion d'Europe de football 2012. Vainqueur de la Ligue Europa 2016. (24 sélections en équipe nationale)
  - Carolin Nytra, athlète de haies allemande.
- 1987 :
  - Marc Mboua, footballeur franco-camerounais. (2 sélections en équipe du Cameroun).
  - Gaëlle Mignot, joueuse de rugby française. Victorieuse du Grand Chelem 2014. (69 sélections en équipe de France).
- 1988 :
  - Jordan Merle, joueur de rugby à XV français.
- 1989 :
  - Laura Nicholls, basketteuse espagnole. Médaillée d'argent aux Jeux de Rio 2016. Championne d'Europe de basket-ball féminin 2013 et 2017. (143 sélections en équipe nationale).
  - Gabriel Obertan, footballeur français.
  - Davina Philtjens, footballeuse belge. (64 sélections en équipe nationale).
- 1990 :
  - Sergi Enrich, footballeur espagnol.
- 1991 :
  - Marie-Florence Candassamy, épéiste française. médaillée d'argent par équipes aux Jeux de Paris 2024. Championne du monde d'escrime de l'épée individuelle 2023. Championne d'Europe d'escrime de l'épée par équipes 2018, 2022 et 2023.
  - Hélène Lefebvre, rameuse française.
- 1992 :
  - Wyn Jones, joueur de rugby à XV gallois. Vainqueur du Tournoi des Six Nations 2019 (18 sélections en équipe nationale).
  - Nicolas Ritz, hockeyeur sur glace français.
  - Matz Sels, footballeur belge.
- 1993 :
  - Cafú, footballeur portugais.
  - Jesé Rodríguez, footballeur espagnol. Vainqueur des Ligue des champions 2014 et 2016.
  - Alan Roura, navigateur suisse.
  - Kotaro Matsushima, Joueur de rugby à XV japonais (42 sélections).
- 1994 :
  - Jordan King, pilote de courses automobile d'endurance britannique.
  - Anthony Watson, joueur de rugby à XV anglais. Vainqueur du Tournoi des Six Nations 2016. (31 sélections en équipe nationale).
- 1995 :
  - Griedge Mbock, footballeuse française. (30 sélections en équipe de France).
- 1996 :
  - Elizaveta Malashenko, handballeuse russe. Victorieuse des Coupes de l'EHF féminine 2012 et 2014. (95 sélections en équipe nationale).
- 1997 :
  - Malcom, footballeur brésilien.
- 2000 :
  - Sigurd Kvile, footballeur norvégien.

## Décès

### XXesièclede1901à1950
- 1907 :
  - Charles Alcock, 64 ans, footballeur puis dirigeant sportif anglais. (1 sélection en équipe nationale). (° 2 décembre 1842).
- 1928 :
  - Gunnar Setterwall, 46 ans, joueur de tennis suédois. Médaillé de bronze du double indoor aux Jeux de Londres 1908 puis médaillé d'argent du double mixte outdoor et du double indoor puis médaillé de bronze du double mixte indoor aux Jeux de Stockholm 1912. (° 18 août 1881).

### XXesièclede1951à2000
- 1963 :
  - Roger Piteu, 63 ans, joueur de rugby à XV puis entraîneur français. Médaillé d'argent aux Jeux de Paris 1924. (15 sélections en équipe de France). (° 14 mai 1899).
- 1999 :
  - Annibale Frossi, 87 ans, footballeur italien. Champion olympique aux Jeux de Berlin 1936. (5 sélections en équipe nationale). (° 6 août 1911).

### XXIesiècle
- 2003 :
  - Christian Goethals, 74 ans, pilote de courses automobile belge. (° 4 août 1928).
- 2006 :
  - Charlie Wayman, 83 ans, footballeur anglais. Meilleur buteur du Championnat d'Angleterre 1953. (°16 mai 1922).
- 2009 :
  - Johnny Kerr, 76 ans, basketteur puis entraîneur et commentateur américain. (° 17 juillet 1932).
  - Norm Van Lier, 61 ans, basketteur américain. (° 1er avril 1947).
- 2014 :
  - Wayne Frye, 83 ans, rameur en aviron américain. Champion olympique du huit lors des Jeux d'été de 1952. (° 30 novembre 1930).
- 2016 :
  - Andrew Bathgate, 83 ans, hockeyeur sur glace canadien. (° 28 août 1932).
- 2021 :
  - Hannu Mikkola, pilote de rallye automobile finlandais. Champion du monde des rallyes 1983. (18 victoires en Rallye). (° 24 mai 1942).